# Ifimedia
Ifimedia (in greco antico: Ἰφιμέδεια?, Iphimédeia) è un personaggio della mitologia greca, figlia di Triope di Tessaglia e moglie di Aloeo.

## Mitologia
Madre di due figli maschi, Efialte e Oto (avuti da Poseidone) e di una femmina (Pancrati).
Innamorata di Poseidone, si sdraiava sulla riva del mare, raccogliendo l'acqua con le mani. Versandosela sul grembo, Poseidone, dio dei mari, la fecondò e generò due giganteschi figli di origine divina. Chiamati Aloidi, essi crescevano ogni dì un cubito in larghezza e uno stadio in altezza. 
Ifimedia e la figlia Pancrati mentre celebravano le feste a Dioniso sull'isola di Nasso furono rapite da due pirati Traci che, litigando per il possesso delle due donne, finirono con l'uccidersi a vicenda. 
 Aloeo chiese ai figli di salvarla e questi sconfissero tutti i Traci liberandole.